# Миролюбівка (Баштанський район)
Миролю́бівка — село в Україні, у Софіївській сільській громаді Баштанського району Миколаївської області. Населення становить 188 осіб. До 2018 року орган місцевого самоврядування — Кам'янська сільська рада.